# Greenidea decaspermi
Greenidea decaspermi är en insektsart. Greenidea decaspermi ingår i släktet Greenidea och familjen långrörsbladlöss. Inga underarter finns listade i Catalogue of Life.